# Predicado (gramática)
El predicado es el conjunto de palabras que se agrupan en torno a uno de los dos núcleos de la oración, el verbo. Es un elemento necesario de la sentencia gramatical, es decir, es indispensable para que la oración tenga sentido. Siempre está formado por un verbo en forma personal y cumple la función de núcleo del predicado (o cópula, en las oraciones atributivas); el resto de los elementos que acompañan al verbo dependerán del tipo de oración que estemos analizando. Podemos distinguir dos tipos básicos de predicados en las oraciones simples:
- Atributo: Formados por un verbo copulativo (o semicopulativo) y un predicado nominal. El sujeto se relaciona semánticamente de forma directa con el atributo, que es lo que se dice de él; el verbo apenas tiene significado: solo sirve de enlace (o cópula) entre el sujeto y el atributo. A veces, este tipo de predicados pueden llevar otros complementos.
- Predicado verbal: Formados por un verbo no copulativo (que cumple la función de núcleo del predicado) y sus posibles complementos.

## Predicado en gramática tradicional

### Predicado verbal
La gramática tradicional postula que todo predicado verbal debe contener un verbo (en las lenguas con inflexión de tiempo dicho verbo debe estar conjugado según el tiempo gramatical). Y a ese verbo puede ir acompañado de objetos verbales, atributos o elementos adverbiales. Algunos ejemplos:
- Juan baila. (predicado formado por un verbo solo)
- Pedro lee un libro. (predicado con objeto directo)
- La madre de Pedro, María, me dio un regalo. (objeto directo e indirecto)
- José pensó en su madre. (complemento de régimen)
- Alberto se lo encontró en el parque. (objeto directo y complemento circunstancial)

En gramática tradicional, el predicado se considera una de las dos partes que componen una/la oración simple, siendo la otra parte el sujeto o "participante externo" sobre el cual el predicado declara algo (esto es estrictamente cierto solo en las oraciones enunciativas). En el análisis generativista más reciente ese análisis simple de gramática tradicional no se usa, por varias razones:
1. En las lenguas ergativas el "participante externo" es el marcado en absolutivo, que en una oración transitiva con voz directa se corresponde con el paciente no con el agente.
2. En gramática generativa se considera que la oración es una construcción endocéntrica, y el "parciticipante externo" (sujeto) usualmente ocupa la posición de especificador del sintagma verbal o del sintagma de tiempo.
3. La estructura sujeto-predicado no puede explicar porqué en oraciones interrogativas algunos elementos que deberían estar dentro del predicado aparecen dislocados al principio de la oración.

### Complementos del verbo en el predicado verbal
De acuerdo con el análisis de la gramática tradicional, los elementos oracionales que pueden acompañar al verbo en el predicado verbal en español pueden ser:
- "Argumentos" verbales:
  - Complemento directo (CD): acompaña siempre a los verbos transitivos.
  - Complemento indirecto (CI).
  - Complemento de régimen (CR), también llamado suplemento.
- Adjuntos sintácticos (elementos oblicuos):
  - Complemento circunstancial (CC).
  - Complemento preposicional del verbo.
  - Complemento agente (C. agente, solo en oraciones pasivas).

Aparte del participante que es codificado como sujeto, la mayoría de verbos requiere solo un argumento adicional o complemento obligatorio (que morfológicamente es un CD, un CI o un CR), fuera de ese argumento propiamente dicho el resto de "argumentos" son lo que se llaman adjuntos [sintácticos] .

### Predicado nominal (P.N)
Un predicado nominal es un sintagma nominal o un sintagma determinante que funciona como atributo del sujeto, por ejemplo:
Jorge III fue rey de Inglaterra.
Mi tío es médico.
En estas oraciones la información semántica recae en los elementos que acompañan al verbo copulativo ser. En español y otras lenguas el verbo copulativo únicamente tiene la función de servir de apoyo del núcleo del sintagma de tiempo pero dicho verbo no atribuye papel temático a ningún otro elemento a diferencia de un verbo copulativo en un predicado verbal.

### Predicado adjetival
Un predicado adjetival es un adjetivo o sintagma adjetival que funciona similarmente a un atributo, como en la oración:
Pedro es digno de confianza hasta donde yo sé ...

## Oraciones no personales
En las oraciones impersonales no hay sujeto lógico. Para la gramática tradicional, toda la oración es parte del predicado y ha de ser analizada como tal. En español, el núcleo del predicado siempre está en tercera persona y puede llevar complementos.
El análisis generativista difiere de la tradicional y se postula que un pronombre expletivo fonéticamente vacío, que es un tipo de sujeto elíptico está presente en la oración. Que dicha posición debe ir ocupada obligatoriamente se refleja en la construcción de ascenso:
A). Parece que Juan duerme
B). Juan parece dormir
En (A) el verbo parece es impersonal por lo que carece de sujeto lógico, sin embargo se postula que existe una posición preverbal (especificador sintáctico) que podría estar ocupada por un sujeto vacío. La construcción (B) semánticamente equivalente, muestra que la posición preverbal está ocupada por el elemento Juan que es el sujeto lógico de dormir pero que es atraído hacia la posición de especificador sintáctico de parece. En gramática tradicional no existe explicación de porqué (A) y (B) son semánticamente equivalentes siendo que la primera debería ser analizada como un predicado y la segunda como un sujeto más un predicado!

## Predicado en gramática moderna

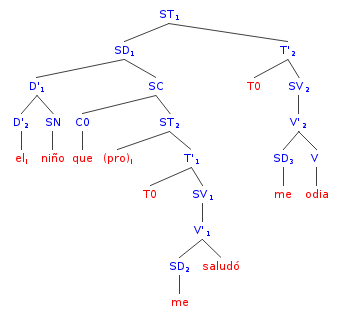
Árbol sintáctico, para una oración compuesta (el niño que me saludó me odia) en la que la oración subordinada es una oración de relativo. Como puede verse toda la oración junta constituye el sintagma ST_{1}.

La gramática generativa considera el predicado de una forma bastante diferente a la de gramática tradicional. En el enfoque generativista o moderno, las oraciones no tienen un esquema bipartito sujeto-predicado, sino que todos los constituyentes sintácticos se consideran parte de sintagmas de algún tipo encabezados por un núcleo sintáctico. Así una oración generalmente, se corresponde en el análisis moderno o generativista con un sintagma de tiempo, cuyo núcleo es un núcleo funcional (de inflexión o tiempo), siendo el sujeto de la gramática tradicional solo el especificador de dicho sintagma. Esto explicaría numerosas propiedades interesantes del sujeto, y permite además tratar la oración como cualquier otra construcción sintáctica.
Algunos ejemplos básicos permiten entender porque muchas oraciones no pueden ser analizadas de manera simple como un sujeto y un predicado, por ejemplo en las oraciones interrogativas:
¿Qué piensas tú cuando ves cosas así?
Nótese que aquí Qué representa el objeto directo (y según la gramática tradicional, sería parte del predicado), pero en cambio tú es el sujeto que está situado en medio de otros constituyentes que la gramática tradicional consideraría parte del predicado, es decir aquí se tendría un predicado y en medio insertado el sujeto, y por tanto la oración no admite una división bipartita simple en sujeto+predicado o predicado+sujeto.